# Autobahnvignette

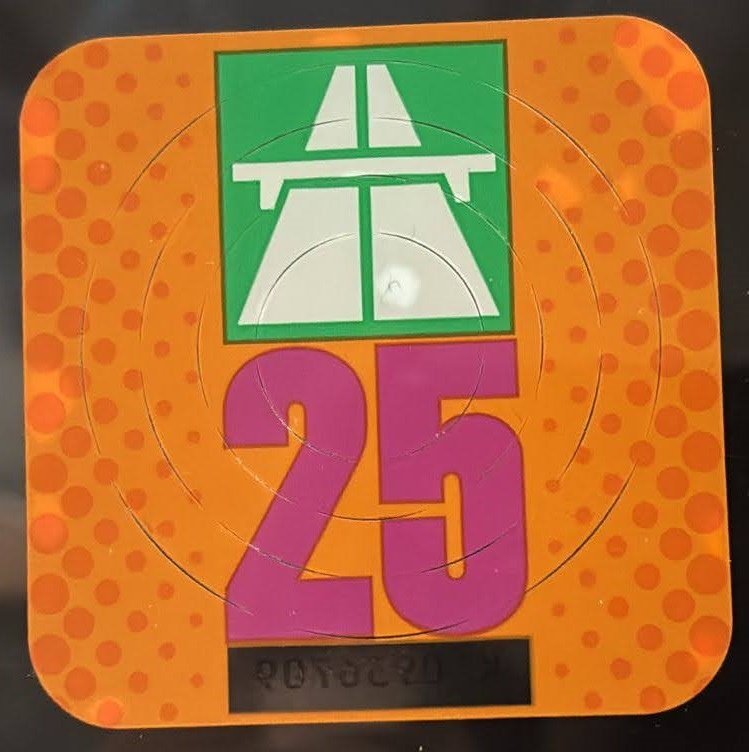
Aktuelle Autobahn-Vignette der Schweiz

Eine Autobahnvignette ist ein länderspezifischer Aufkleber (oder ein digitales Pendant) als Nachweis der Bezahlung einer fälligen Maut zur Benutzung des Autobahnnetzes dieses Landes. Eine solche Vignette wird in vielen Ländern als Nachweis der Bezahlung der Autobahnmaut verwendet und berechtigt zur Benutzung der mautpflichtigen Autobahnen innerhalb einer Zeitspanne. Im Unterschied zu einer streckenabhängigen Maut ist die mit einer Vignette bezahlte Maut also zeitabhängig. Die Vignette wird an der Frontseite des Fahrzeuges aufgeklebt, wobei die nationalen Vorschriften voneinander abweichen.

## Bulgarien

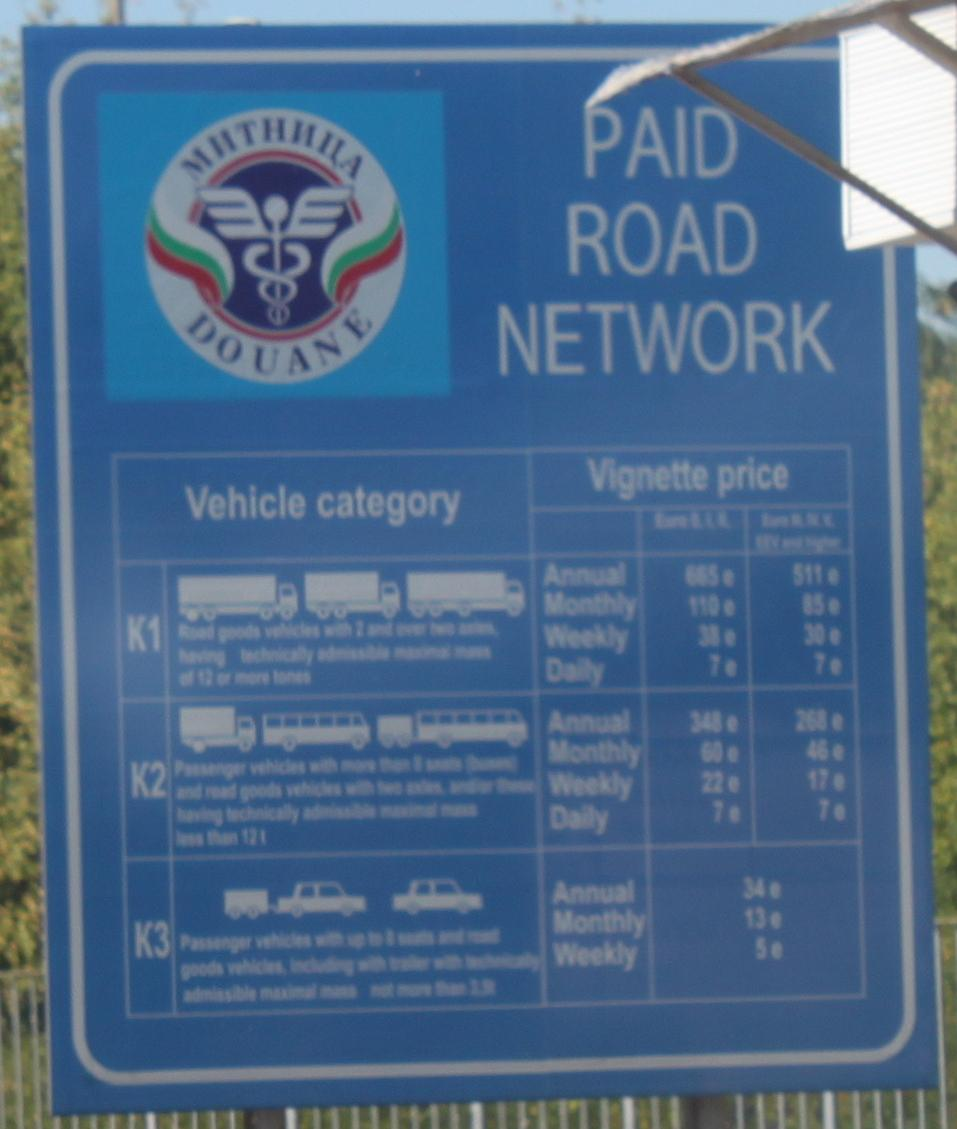
Preisliste für Vignetten in Bulgarien

Für die Benutzung der Fernstraßen und Autobahnen müssen In- und Ausländer, die ein mehrspuriges Kraftfahrzeug verwenden, eine Vignette erwerben. Für Fahrzeuge unter 3,5 Tonnen gibt es Wochen-, Monats-, 3-Monats- und Jahreskarten, per 2020 zum Preis von 13, 27, 48 und 87 Lew. Motorräder unterliegen nicht der Vignettenpflicht.
Wochen- und Monatsvignetten mussten bis zur Einführung der elektronischen Vignette durch die Vertriebsstelle gelocht werden.
Innerstädtisch kann auch ohne Vignette gefahren werden – der Übergang von einem Ort zum anderen ist nur über Landstraßen möglich. Die gebührenpflichtigen Abschnitte der Fernstraßen sind jeweils (meistens) mit Schildern gekennzeichnet. Vignetten sind an den Grenzübergängen und bei den größeren Tankstellenketten zu erwerben.
2005 warnte der ADAC vor dem Verkauf gefälschter bulgarischer Vignetten selbst durch Grenzbeamte.
Seit 2016 werden Video-Brücken verwendet, um die Vignettenbenutzung zu kontrollieren. Diese befinden sich an den Fernstraßen (bul. магистрали) im Übergang von einer freien städtischen Zone zur benachbarten. Ob auch immer alle funktionieren, ist nicht bekannt. Beim Verlassen des Landes wird anhand des Kennzeichens überprüft, ob Mautstraßen ohne Vignette benutzt wurden, und ggf. eine Ersatzmaut kassiert.
Am 1. Januar 2019 ist die bulgarische Klebevignette durch eine elektronische Vignette ersetzt worden. Diese ist nun entweder online mit Banküberweisung oder Kreditkarte oder vor Ort bei Selbstbedienungsautomaten mit Bankkarte oder Tankkarte oder an Kassen mit der nationalen Währung erwerbbar.

## Deutschland
In Deutschland gibt es keine Autobahnvignette (siehe auch Pkw-Maut in Deutschland).
Es gab vor der Einführung des Toll-Collect-Systems die Euro-Vignette für Lastkraftwagen. Diese ist am 31. August 2003 ausgelaufen und brachte dem Staat circa 38 Mio. Euro im Monat ein. Die 1995 eingeführte Vignette kostete 750 bis 1550 Euro im Jahr für schwere Lkw ohne Schadstoff-Filter. Das Autobahnmautgesetz für schwere Nutzfahrzeuge vom 5. April 2002 umfasste diese Regelungen. Wegen der geltenden EU-Wegekostenrichtlinie durften die Vignettengebühren nicht erhöht werden.
Durch das am 12. Juni 2015 in Kraft getretene Infrastrukturabgabengesetz (InfrAG) wurde in Deutschland eine generelle Abgabenpflicht für Pkw eingeführt. Dieses sah nach seinem Wortlaut eine Abgabepflicht für Benutzung von Bundesfernstraßen vor, die für in Deutschland zugelassene Pkw eine jährlich zu entrichtende Abgabe darstellen sollte. Für nicht in Deutschland zugelassene Pkw wäre die Pflicht zur Entrichtung dieser Abgabe vor Beginn der Nutzung einer Autobahn entstanden. Die Entrichtung der Abgabe würde durch eine Autobahnvignette ausgewiesen (§ 5 Abs. 1 InfrAG).
Die Erhebung der Abgabe sollte beginnen, nachdem das Kraftfahrt-Bundesamt mit Zustimmung des Bundesministeriums für Verkehr und digitale Infrastruktur das Vorliegen der technischen Einsatzbereitschaft des zur Erhebung der Infrastrukturabgabe erforderlichen Systems festgestellt hätte. Nach der Entscheidung des europäischen Gerichtshofs wurde das geplante Mautmodell jedoch untersagt, da es eine Ungleichbehandlung zwischen In- und Ausländern dargestellt hätte und die Mautpläne verworfen.

## Moldau
Fahrzeuge, die nicht in der Republik Moldau zugelassen wurden, müssen für die Benutzung des moldauischen Straßennetzes eine Vignette vorweisen. Je nach Dauer reicht der Preis der Vignette von 4 Euro (7 Tage) bis 180 Euro (über 180 Tage).

## Montenegro
Vom 15. Juli 2008 bis zum 31. Dezember 2011 wurde an den Grenzen Montenegros für Straßenfahrzeuge die mautähnliche Umwelt-Jahresgebühr Eko Naknada erhoben. Die Jahreskarte kostete für Pkw 10 Euro (2011) und wurde als Vignette in die Windschutzscheibe geklebt.

## Österreich

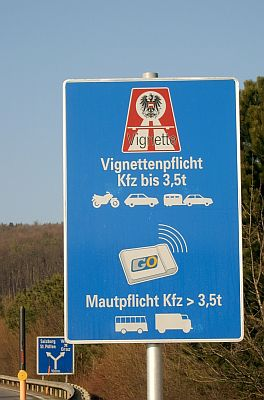
Hinweis auf Mautpflicht vor Autobahn- bzw. Schnellstraßenauffahrten

Für Autobahnen und Schnellstraßen in Österreich muss seit 1997 ein Nutzungsentgelt (damaliger Preis öS 550,- (~40 Euro)) entrichtet werden. Vor der Auffahrt auf eine vignettenpflichtige Straße muss eine Autobahnvignette, auch als „Autobahnpickerl“ bezeichnet, ordnungsgemäß von innen an der Windschutzscheibe angebracht oder mit Bekanntgabe des Autokennzeichens digital erworben werden. Keine Vignettenpflicht besteht für Sondermautstrecken.
Der Beginn vignettenpflichtiger Straßen ist mit Tafeln „Vignetten-/Mautpflicht“ (siehe Bild) gekennzeichnet, dass zumindest wenige Meter vorher noch die Möglichkeit zum Ausweichen oder Umkehren besteht. Durch den durch die Gebührenpflicht neu entstandenen Bedarf nach Ausweichrouten wurden diese in den Jahren darauf erstmals mit Wegweisung versehen. Kleine Straßeneinmündungen an Autobahnparkplätzen oder Autobahnstationen, so sie nicht ohnedies aufgelassen wurden oder nur in einen von der Autobahn abgetrennten Parkplatz für Mitarbeiter und Lieferanten münden, wurden vermehrt abgeschrankt oder mit „Vignettenpflicht …“ markiert.
Bei der Einführung im Jahr 1997 gab es Anfangsschwierigkeiten hinsichtlich der Lieferung von Bus- und Pkw-Wochenvignetten. In einzelnen Medien (Ö3 Wecker Vignettenman, Kurier) kursierten auch Berichte über mangelhafte Eigenschaften des verwendeten Klebstoffes, die jedoch auf Nichteinhaltung der auf der Vignette angegebenen Mindestverarbeitungstemperatur zurückzuführen waren und auch in der parlamentarischen Aufarbeitung nicht thematisiert wurden.
Alle Einnahmen der Vignette kommen der Infrastrukturgesellschaft ASFINAG zugute und fließen nicht in das allgemeine österreichische Staatsbudget.
Jedoch kann bei einem Gewinn durchaus Geld an den Staat als Dividende fließen.

### Vignettentypen und -preise
Es werden Vignetten für Kraftfahrzeuge bis 3,5 Tonnen ausgegeben. Bis zur Einführung der fahrleistungsbezogenen Lkw-Maut in Österreich 2004 existierten auch Vignetten für Kraftfahrzeuge über 3,5 Tonnen. Vignetten sind als 1-Tages-, 10-Tages-, 2-Monats- oder Jahresvignette erhältlich, die Rechnung enthält 20 % Umsatzsteuer, deren Rückvergütung Ausländer unter Umständen betreiben können.
Die folgenden Tabellen listen die Preise der Vignetten der letzten Jahre für Pkw und Motorräder in Euro auf. Die Preise sind jeweils gültig ab dem 1. Dezember des Vorjahres. Somit ist beispielsweise ab dem 1. Dezember 2023 der Preis für 2024 zu entrichten.
| PKW      | 1997…  | …2000… | …2010… | …2020  | 2021   | 2022   | 2023   | 2024   | 2025   |  |
| -------- | ------ | ------ | ------ | ------ | ------ | ------ | ------ | ------ | ------ |  |
| 1 Tag    | –      | –      | –      | –      | –      | –      | –      | 8,60   | 9,30   |  |
| 10 Tage  | –      | 5,09   | 7,90   | 9,40   | 9,50   | 9,60   | 9,90   | 11,50  | 12,40  |  |
| 2 Monate | 10,90  | 10,90  | 22,90  | 27,40  | 27,80  | 28,20  | 29,00  | 28,90  | 31,10  |  |
| 1 Jahr   | 39,97  | 39,97  | 76,20  | 91,10  | 92,50  | 93,80  | 96,40  | 96,40  | 103,80 |  |
|          |        |        |        |        |        |        |        |        |        |  |
| Motorrad | 1997…  | …2000… | …2010… | …2020  | 2021   | 2022   | 2023   | 2024   | 2025   |  |
| 1 Tag    | –      | –      | –      | –      | –      | –      | –      | 3,40   | 3,70   |  |
| 10 Tage  | –      | –      | 4,50   | 5,40   | 5,50   | 5,60   | 5,80   | 4,60   | 4,90   |  |
| 2 Monate | –      | 5,81   | 11,50  | 13,70  | 13,90  | 14,10  | 14,50  | 11,50  | 12,40  |  |
| 1 Jahr   | 15,99  | 15,99  | 30,40  | 36,20  | 36,70  | 37,20  | 38,20  | 38,50  | 41,50  |  |
| Quelle   | [ 13 ] |        | [ 14 ] | [ 15 ] | [ 16 ] | [ 17 ] | [ 18 ] | [ 19 ] | [ 20 ] |  |

Die Vignettenpreise werden gesetzlich jährlich nach dem harmonisierten Verbraucherpreisindex (HVPI) angepasst.
Die Jahresvignetten sind vom 1. Dezember des Vorjahres bis zum 31. Jänner des Folgejahres gültig. Die 2-Monats-Vignette wird von der Verkaufsstelle auf einen Wunschtag gelocht und gilt von diesem bis inklusive des numerisch gleichen Tages zwei Monate später, also maximal 63 Tage. Drei mal „zwei Monate“ kommt – nur in der Kategorie Auto – 10 % günstiger als „ein Jahr“; ab 28. Mai decken drei 2-Monatsvignetten die Zeit bis zur Jahresvignette des Folgejahres lückenlos ab. Die 10-Tagesvignette wird mit dem ersten der genau zehn Gültigkeitstage gelocht. Bei Pkw, Wohnmobilen und sonstigen Fahrzeugen bis 3,5 Tonnen höchstzulässigem Gesamtgewicht ist die Vignette von innen an einer gut sichtbaren Stelle der Windschutzscheibe zu befestigen. Bei Motorrädern ist die Vignette an einem sauberen und nicht auswechselbaren Außenteil des Motorrades, wie z. B. am Gabelholm oder am Tank, zu befestigen. Für Pkw-Anhänger besteht grundsätzlich keine zusätzliche Vignettenpflicht.

#### Ehemaliges: Wochenvignette und Korridorvignette
Im ersten Jahr der Erhebung der Autobahngebühr gab es statt der heutigen 10-Tages-Vignette eine Wochenvignette, die fälschlich von vielen Kraftfahrern als 7-Tages-Vignette aufgefasst wurde. Die Gültigkeit war jedoch an die Kalenderwoche gebunden. Allerdings wurde bereits ab Donnerstag die für die nächste Woche gültige Vignette verkauft, somit lag die Gültigkeit zwischen minimal fünf Tagen (Mittwoch bis Sonntag) und maximal elf Tagen (Donnerstag bis Sonntag der Folgewoche).
Vom 1. September 2008 bis vor dem Tag der Fertigstellung der zweiten Tunnelröhre des Pfändertunnels am 4. Juli 2013 wurde als Sonderregelung für Transitreisende zwischen Deutschland und der Schweiz über die A 14 und durch den Pfändertunnel eine spezielle Korridorvignette angeboten, die für 24 Stunden gültig war. Sie kostete pro Fahrtrichtung 2 Euro und berechtigte zur Fahrt auf der Autobahn von der Staatsgrenze bei Hörbranz bis zur Ausfahrt Hohenems.

#### Ab Gültigkeitsjahr 2018: Digitale Vignette
Die Autobahnbetreibergesellschaft ASFINAG bietet für einspurige Fahrzeuge und Kfz bis 3,5 Tonnen seit November 2017 zusätzlich zu den bestehenden Klebevignetten sogenannte „digitale Vignetten“, wobei Gültigkeitsdauer und Preise identisch sind. Die Zuordnung erfolgt in diesem Fall nicht über Aufkleber am Fahrzeug, sondern über das im Vignettenevidenzregister elektronisch gespeicherte Kennzeichen. Damit ist die Gebühr für mehrere Fahrzeuge gleichen Kennzeichens (Wechselkennzeichen) nur einmal zu entrichten. Auch bei Bruch der Windschutzscheibe oder Fahrzeugwechsel gilt die Gebühr als entrichtet. Die „digitale Vignette“ kann online über die Website beziehungsweise Smartphone-App der ASFINAG erworben werden. Aus Gründen des Konsumentenschutzes (Rücktrittsrecht) ist die „digitale Vignette“ für Konsumenten frühestens ab dem 18. Tag nach dem Kauf gültig. Für Unternehmer ist die sofortige Gültigkeit der digitalen Vignette möglich, dafür entfällt das Rücktrittsrecht. Ob man die Vignette als Konsument oder Unternehmer kauft, wählt man selber aus. Diese Frist entfällt beim Erwerb in Trafiken, Tankstellen, bei Vertriebspartnern und bei den Autofahrerclubs. Seit November 2018 besteht auch die Möglichkeit, die „digitale Jahresvignette“ automatisch bis auf Widerruf zu verlängern (Vignetten-Abo).
Zur Prüfung der Gültigkeit von „digitalen Vignetten“ dient das öffentlich zugängliche Vignettenevidenzregister.

#### Ab 2024: Ein-Tages-Vignette
Ab dem Jahr 2024 wird – im Segment PKW – der Preis nur der 10-Tagesvignette angehoben und neu eine Vignette mit Gültigkeitsdauer von nur einem Kalendertag um 8,60 € angeboten. Die Bundesregierung beschloss am Mittwoch, 20. September 2023, im Ministerrat eine Novelle des Bundesstraßen-Mautgesetzes (BStMG). Um etwa 16 % wird der Preis der Pkw-10-Tagesvignette von 9,90 auf 11,50 € angehoben. Eine Erhöhung der anderen Kategorien und auch der Lkw-Maut wird erst ab 2025 und 2026 erfolgen.

### Farben seit 1997

Jahresvignetten (1997–2011)

Jahresvignette B Limette (2014)

| - 1997: Rot - 1998: Zitronengelb - 1999: Blau - 2000: Grün - 2001: Orange - 2002: Violett - 2003: Safrangelb - 2004: Rubinrot - 2005: Mintgrün - 2006: Goldgelb - 2007: Türkisblau - 2008: Korallenrot - 2009: Lindgrün - 2010: Flieder - 2011: Mango | - 2012: Petrol - 2013: Himbeer - 2014: Limette - 2015: Azur-Blau - 2016: Mandarin-Orange - 2017: Türkis (per Voting) - 2018: Kirschrot - 2019: Zitronengelb - 2020: Himmelblau - 2021: Apfelgrün - 2022: Marillefarben (orange) - 2023: Purpur - 2024: Sonnengelb - 2025: Seegrün |

### Ausnahme von der Pflicht
Ausgenommen von der Maut sind Fahrzeuge des Bundesheeres sowie von öffentlichen Sicherheitsdiensten oder Einsatzfahrzeuge, die nach § 2 Absatz 1 und Absatz 5 mit einem Blaulicht ausgestattet sind. Auch Fahrzeuge, die im Rahmen von Friedenssicherung durch eine internationale Organisation unterwegs sind, sind mautbefreit.
Nicht gänzlich befreit sind aber Fahrzeuge, die nur über einen Blaulichtbescheid nach § 20 KFG verfügen, wie Ärzte oder Einsatzfahrzeuge der EVU. Darunter fielen bis 2019 auch Fahrzeuge ehrenamtlicher Organisationen, wie Berg- oder Höhlenrettung, wodurch der Fall eintrat, dass diese Fahrzeuge nur bei Einsatzfahrten befreit waren, nicht aber bei Übungs- oder Schulungsfahrten. Um diese Ungleichbehandlung abzuschaffen, kündigte am 29. Jänner 2018 der damalige Verkehrsminister Norbert Hofer an, den ehrenamtlichen Einsatzorganisationen „Wasser-, Höhlen- und Bergrettung“ mit ihren offiziellen Fahrzeugen die kostenlose Benützung der Autobahnen und Schnellstraßen generell zu erlauben, nicht nur bei Einsatzfahrten. Diese Befreiung wurde 2019 umgesetzt, indem diese Fahrzeuge dem § 20 Abs. 1 Z. 4 KFG zugeordnet wurden.
Örtliche Ausnahmen sieht § 13 Bundesstraßen-Mautgesetz 2002 (BStMG) vor:
- West Autobahn (A 1) zwischen der Staatsgrenze am Walserberg und der Anschlussstelle Salzburg Nord;
- Inntal Autobahn (A 12) zwischen der Staatsgrenze bei Kufstein und der Anschlussstelle Kufstein-Süd;
- Rheintal/Walgau Autobahn (A 14) zwischen der Staatsgrenze bei Hörbranz und der Anschlussstelle Hohenems;
- die erst in Bau befindliche Linzer Autobahn (A 26), gemäß § 33 Abs. 15 BStMG nur bis zur Fertigstellung ihres Anschlusses an die Mühlkreis Autobahn.
- Sowie die Stockerauer Schnellstrasse S5 zwischen Krems und Grunddorf, da diese noch nicht ausgebaut wurde.

Die Bypassbrücken im Zuge der VÖEST-Brücke auf der Mühlkreis Autobahn in Linz waren bis zu der Verkehrsfreigabe der neuen Eisenbahnbrücke von der Mautpflicht befreit. Weiters können bei Bedarf aus Sicherheitsgründen weitere Ausnahmen verordnet werden.

### Überwachung
Wer in Österreich ohne gültige oder mit manipulierter Vignette erwischt wird, kann vor Ort eine Ersatzmaut in der Höhe von bis zu 240 Euro (für Fahrzeugkategorie B) begleichen, welche auch zur Fahrt auf dem vignettenpflichtigen Straßennetz am Tag und Folgetag der Ersatzmautzahlung berechtigt. Wird die Ersatzmaut nicht ordnungsgemäß entrichtet, kommt es zur Einleitung eines Verwaltungsstrafverfahrens mit einem Strafrahmen zwischen 300 und 3.000 Euro.
| Tatbestand                                        | PKW/Wohnmobil | Motorrad   |
| ------------------------------------------------- | ------------- | ---------- |
| keine oder abgelaufene Vignette bzw. Streckenmaut | 120,00 EUR    | 65,00 EUR  |
| Vignette manipuliert                              | 240,00 EUR    | 130,00 EUR |

Bei PKW, Wohnmobil und Motorrad gibt es keine Möglichkeit, die Maut nachzuzahlen. Es wird ausnahmslos die Ersatz-Maut fällig.
| Tatbestand                                       | Bußgeld    |
| ------------------------------------------------ | ---------- |
| Keine GO-Box oder unzureichendes Guthaben        | 240,00 EUR |
| Zu niedrige Einstellung der Achsen in der GO-Box | 120,00 EUR |

Es besteht die Möglichkeit, innerhalb von 5 h und 100 km die Maut bei der Mautaufsicht nachzuzahlen. Wenn die Achszahl falsch eingestellt wurde, kann innerhalb von 96 h nachgezahlt werden. Voraussetzung ist eine aktive GO-Box. Erst wenn diese Maut nicht bezahlt wird, wird die ASFINAG die Ersatz-Maut erheben.
Die Ersatz-Maut ist ein Angebot der ASFINAG, Mautverstöße einvernehmlich ohne behördliches Verfahren abzurechnen. Die Ersatz-Maut wird direkt vor Ort oder mittels eines Informationsschreibens nach Art. 24 und Art. 25 EU-Richtlinie 2019/520, § 30b Abs. 1 BStMG, welches per Einschreiben zugestellt wird, erhoben.
Seit November 2007 werden die Vignettenkontrollen nicht nur als visuelle Überprüfung durch die Mautorgane der ASFINAG durchgeführt, sondern auch automatisch mit mobilen Kamerasystemen. Der erste Einsatz erfolgte auf der Südosttangente A 23 in Wien. Diese Kamerasysteme sind hochauflösend und in der Lage, die Lochung der Vignette zu erkennen.
Bis zur Einführung der digitalen Vignette durfte auch die Polizei die Vignetten kontrollieren. Da diese jedoch keinen Zugriff auf die ASFINAG Datenbank besitzt, können nur ungültige geklebte Vignetten (z.B abgelaufen oder abgelöst mit „Invalid“- bzw. „Ungültig“-Schriftzug) bestraft werden.
Wenn die Vignette von der Windschutzscheibe abgezogen wird, erscheinen die Worte „Ungültig“ und „Invalid“, und Reste der Buchstaben bleiben auf der Windschutzscheibe zurück.

### Vertriebsstellen

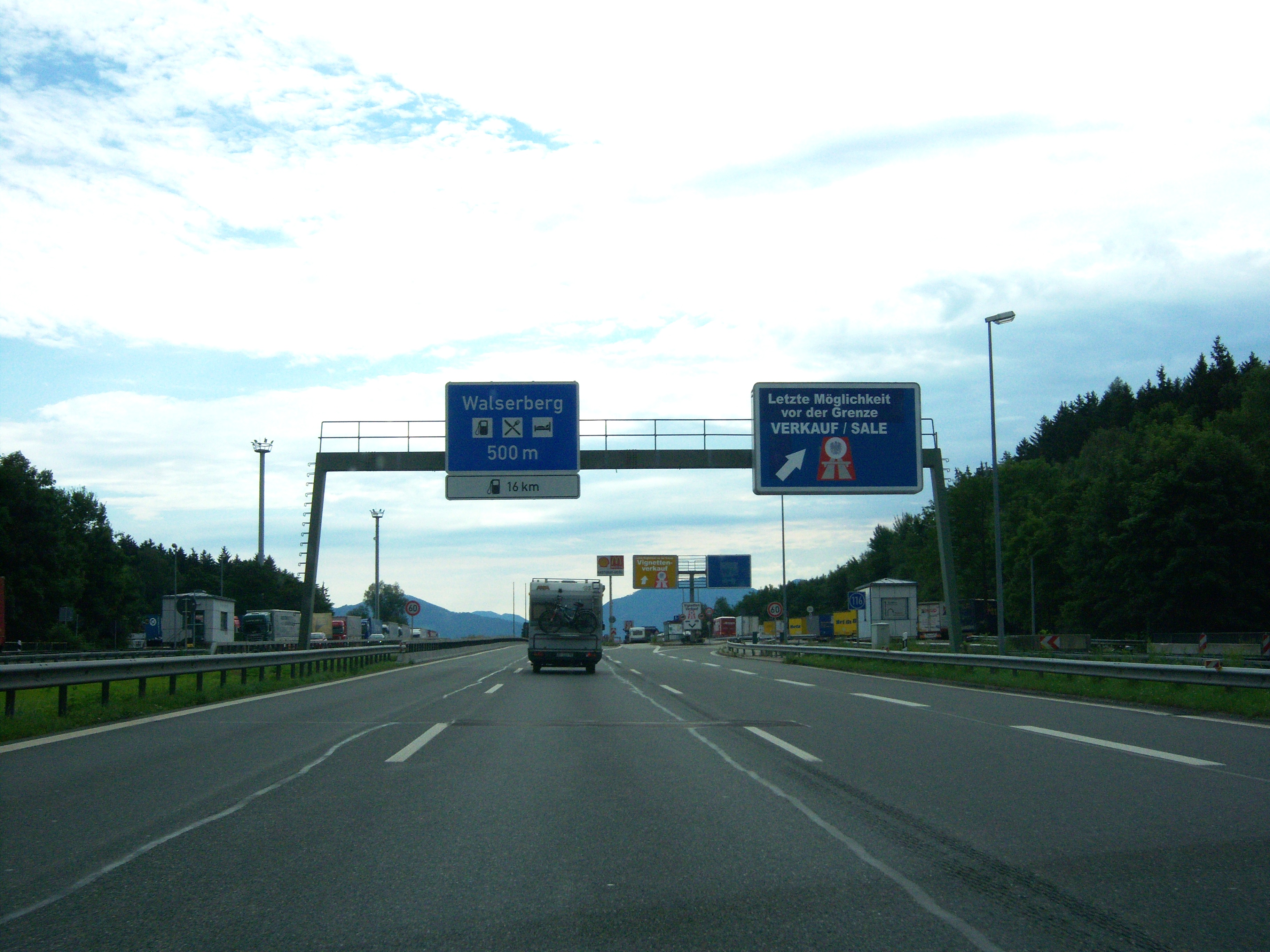
Hinweistafel von Deutschland kommend auf der A 8: „Letzte Möglichkeit vor der Grenze“ eine Vignette zu kaufen

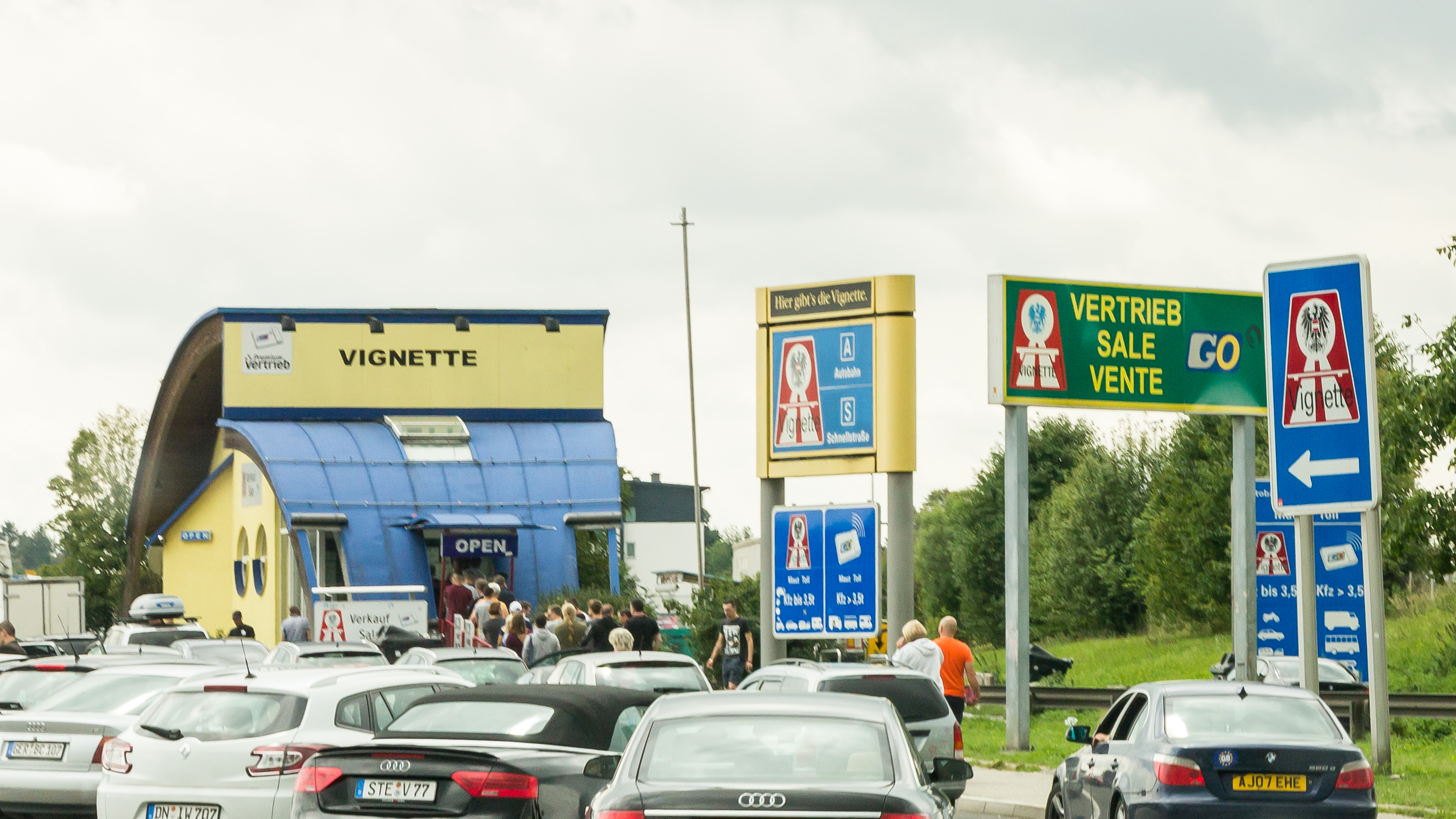
Autobahnvignetten-Vertriebsstelle an der Innkreis Autobahn bei Suben

Die Vignette kann bei folgenden Stellen bezogen werden:
- In Autobahnraststätten
- in Geschäftsstellen des ÖAMTC und ARBÖ
- an den meisten Tankstellen
- in Tabaktrafiken
- bei Reifen- und Autozubehörhändlern.
- In Deutschland, der Schweiz, Liechtenstein, Italien, Ungarn, Tschechien, der Slowakei und Slowenien an Tankstellen in Grenznähe und in Autoclub-Geschäftsstellen, bei tolltickets sowie bei der slowenischen Mautstelle des Karawankentunnels.
- Als digitale Vignette direkt bei der ASFINAG.[44] Man erhält keinen Aufkleber, die Kontrolle funktioniert über das Nummernschild. Kauft man als Konsument ein, muss man – wegen des EU-Rückgaberechts bei digitalen Geschäften – mindestens 18 Tage im Voraus kaufen. Gibt man allerdings an, dass man Unternehmer ist, kann man eine Vignette mit sofortiger Gültigkeit erwerben.
- Als digitale Vignette bei anderen Vertriebsstellen (ÖAMTC, Trafiken etc.): Kauft man die digitale Vignette persönlich bei einer Vertriebsstelle, so ist sie in jedem Fall sofort gültig.

Beim Erwerb der Klebevignette ist darauf zu achten, dass sie richtig gelocht wurde und richtig anzubringen (Schutzfolie abziehen, dann kräftig von innen sauber an die Windschutzscheibe (nicht im Tönungsstreifen) zu kleben), um keine Ersatz-Maut bezahlen zu müssen.
Beim Erwerb der digitalen Vignette ist darauf zu achten, dass der Zulassungsstaat und das Kfz-Kennzeichen richtig erfasst wurde, um keine Ersatz-Maut bezahlen zu müssen.
Die GO-Box kann an einer GO-Vertriebsstelle bezogen werden, online bestellt und abgeholt werden (nur bei einer aktiven GO-Box oder Verwendung von GO Direkt möglich) oder nach Hause bestellt werden (nur mit GO Direkt). Sie kann als Prepaid-Variante (nicht bei Versand nach Hause) oder als Postpay-Variante erworben werden.
Bei der GO-Box ist zu beachten, dass die CO2-Emissionsklasse der ASFINAG zurückgemeldet werden muss (am besten direkt, online, per E-Mail, per Fax oder per Post möglich), um keine Ersatz-Maut zahlen zu müssen. Die CO2-Emissionsklasse kann mittels der Zulassungsbescheinigung nachgewiesen werden.

## Rumänien

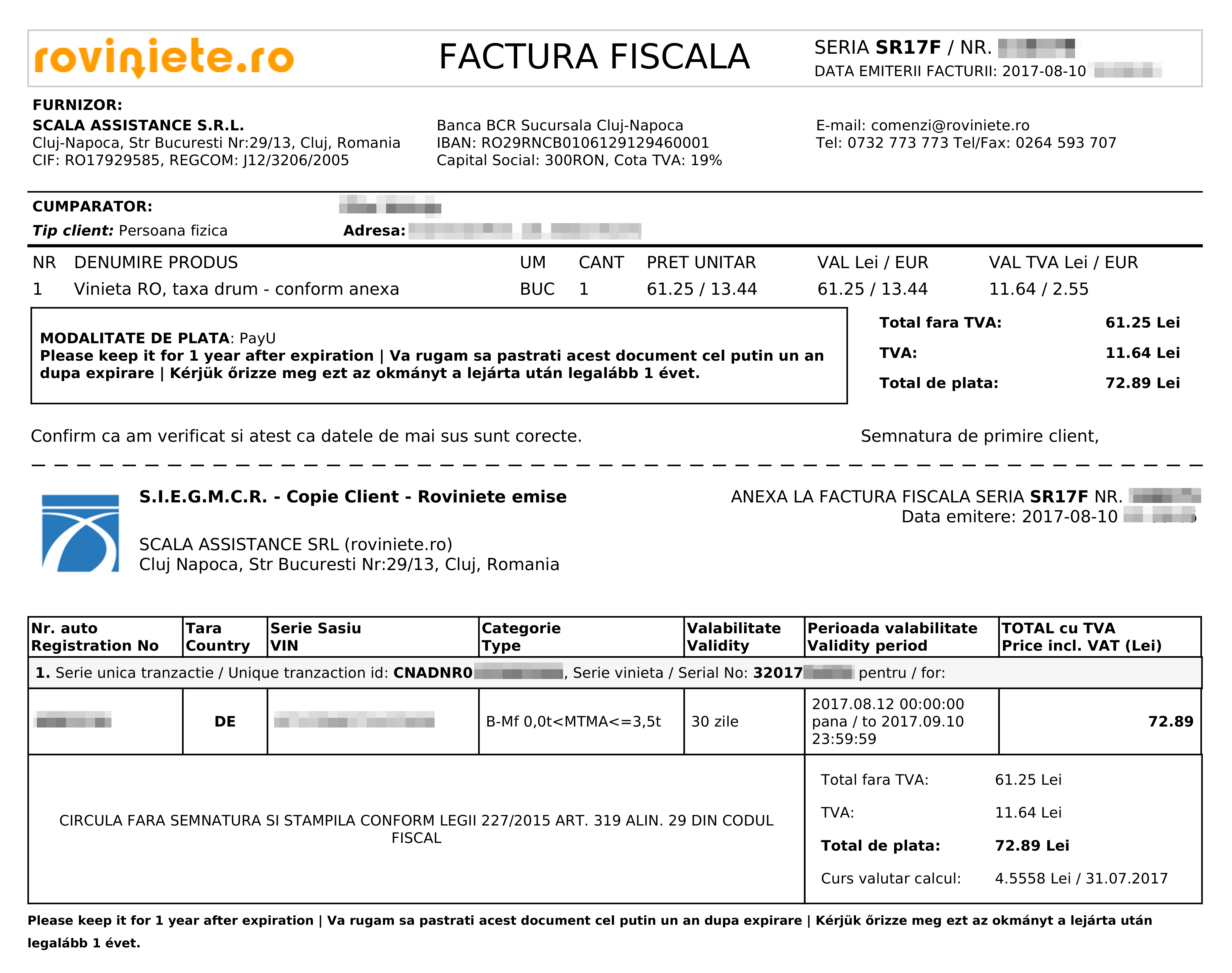
Elektronische Vignette Rumänien, 2017

In Rumänien besteht auf Autobahnen und Nationalstraßen Vignettenpflicht, die sogenannte Rovinieta. Seit dem 1. Oktober 2010 wird diese nicht mehr als Vignette in der Windschutzscheibe befestigt, sondern, ähnlich wie in Ungarn, elektronisch registriert. Für die drei Brücken (Vidin, Russe, Cernavoda) muss eine Brücken-Maut bezahlt werden. Die Rovinieta ist für Touristen online, bei Rompetrol-Tankstellen und Shops am Grenzübergang erhältlich. Einheimische können sie auch bei der Post erhalten.
Es empfiehlt sich unbedingt, die Kaufquittung aufzubewahren, denn nicht alle Kontrollen unterwegs und bei der Ausreise verfügen über eine Online-Abfrage und verlangen daher die Quittung.
Für Mautkategorie A:
- 7 Tage: 3,00 Euro (14,78 Lei (Stand: Mai 2021))
- 30 Tage: 7,00 Euro (34,49 Lei)
- 90 Tage: 13,00 Euro (64,05 Lei)
- 12 Monate: 28,00 Euro (137,96 Lei)

### Kategorien
Die Höhe des Vignettenpreises richtet sich nach der Mautkategorie sowie der Dauer der Gültigkeit der elektronischen Vignette. Es gibt acht verschiedene Mautkategorien, die sich nach dem Gewicht, der Achsanzahl, den Sitzplätzen und der Unterscheidung zwischen Pkw und Lkw unterteilen.
| Mautkategorie | Fahrzeuge                                                                                        |
| ------------- | ------------------------------------------------------------------------------------------------ |
| Kategorie A   | Pkw, auch mit Anhänger                                                                           |
| Kategorie B   | Fahrzeuge zur Güterbeförderung bis 3,5 Tonnen zulässiges Gesamtgewicht                           |
| Kategorie C   | Fahrzeuge zur Güterbeförderung zwischen 3,5 Tonnen und 7,5 Tonnen zulässiges Gesamtgewicht       |
| Kategorie D   | Fahrzeuge zur Güterbeförderung (2 Achsen) über 7,5 Tonnen und 12 Tonnen zulässiges Gesamtgewicht |
| Kategorie E   | Fahrzeuge zur Güterbeförderung (2–3 Achsen) ab 12 Tonnen zulässiges Gesamtgewicht                |
| Kategorie F   | Fahrzeuge zur Güterbeförderung (4 und mehr Achsen) ab 12 Tonnen zulässiges Gesamtgewicht         |
| Kategorie G   | Pkw mit 9–23 Sitzplätzen (inklusive Fahrersitz)                                                  |
| Kategorie H   | Pkw mit mehr als 23 Sitzplätzen                                                                  |

## Schweiz

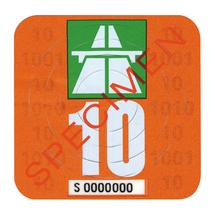
Autobahnvignette Schweiz 2010 (Vorderseite)

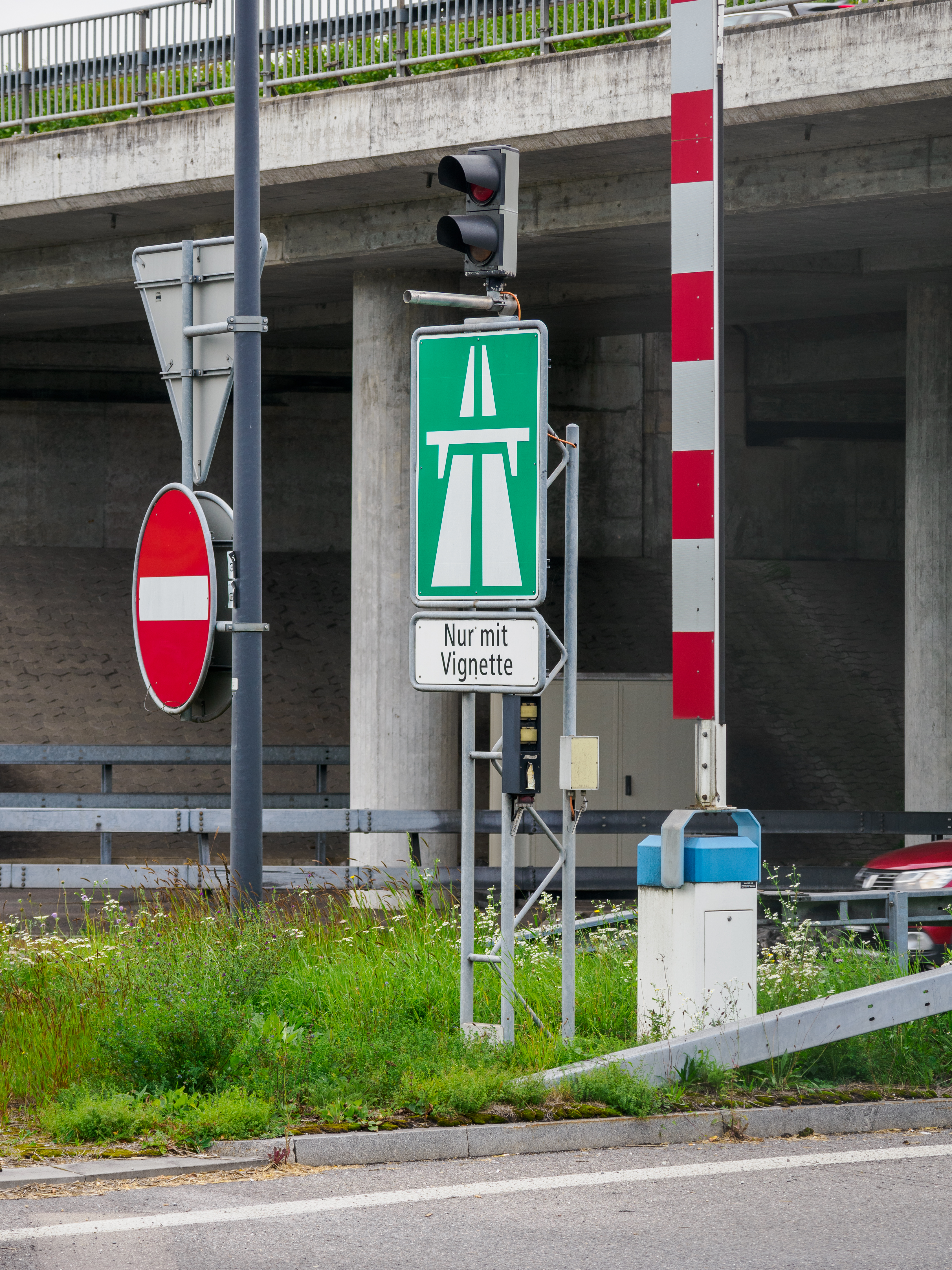
Vignettenpflicht ab Anschluss Kreuzlingen-Nord (A7)

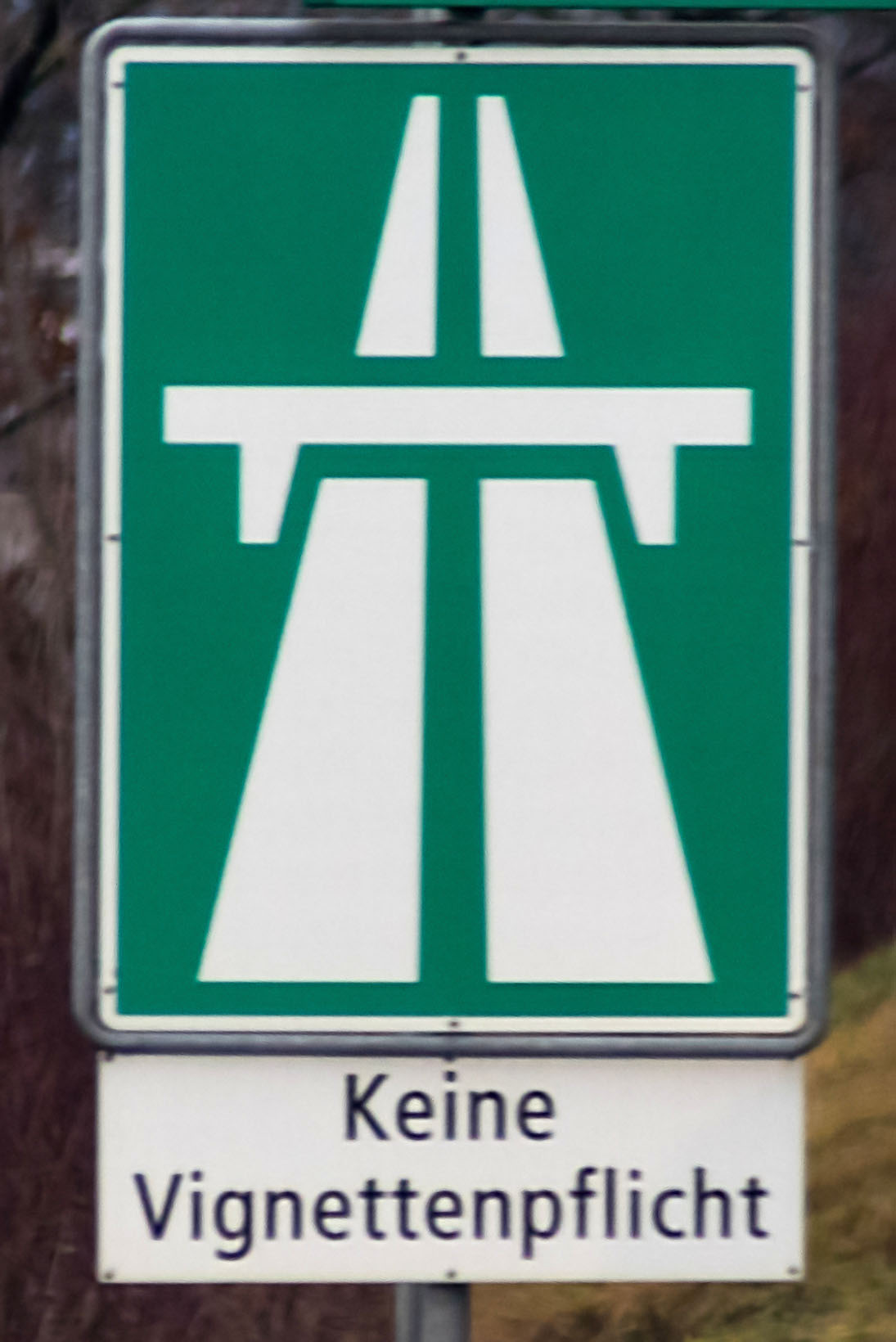
Autobahn ohne Vignettenpflicht

In der Schweiz werden Nutzungsgebühren auf Autobahnen und Autostrassen der Nationalstrassen mittels einer Autobahnvignette in Klebeform (seit 1985) oder als E-Vignette (seit 2023) bezahlt. Klebevignetten werden direkt (ohne Zwischenfolie, die eine Vignette ungültig machen würde) auf die Innenseite der Windschutzscheibe geklebt und gibt den Gültigkeitszeitraum an. E-Vignetten sind an die Autonummer gekoppelt. Seit 2018 fließen die Einnahmen zu 100 Prozent in den Nationalstrassen- und Agglomerationsverkehrsfonds.
Kantonale Autobahnen und Autostrassen sind, da sie nicht dem Bund gehören, nicht vignettenpflichtig; Hauptstrassen im Nationalstrassennetz ebenfalls nicht, da die Vignette sich auf Autobahnen und -strassen beschränkt.
Weil die Bundesverfassung (BV) vorsieht, dass die Benützung öffentlicher Strassen grundsätzlich gebührenfrei ist (Art. 82 Abs. 3 BV; vor der Totalrevision der BV von 1999 Art. 37 Abs. 2 aBV), erforderte die Einführung der Autobahnvignette eine Verfassungsänderung, welche dem obligatorischen Referendum untersteht. Die Autobahnvignette wurde in der  Volksabstimmung vom 26. Februar 1984 vorerst für eine Geltungsdauer von zehn Jahren in der Verfassung verankert (Art. 36quinquies aBV) und 1985 verbindlich eingeführt. Sie entstand in einer Zeit, als der Treibstoff (Benzin/Diesel) in der Schweiz teurer war als im angrenzenden Ausland und sollte primär dazu dienen, dass die reinen Transitfahrer einen Beitrag zum Straßenunterhalt leisten. Als Alternative standen Tunnelgebühren (v. a. an Gotthard und San Bernardino) zur Diskussion. Diese hätten auch das einheimische Gewerbe getroffen.
Das Design der Klebevignette wurde vom Berner Grafiker Roland Hirter entworfen. Der Preis belief sich von 1985 bis 1994 auf 30 Franken pro Jahr. Mit der Volksabstimmung vom 20. Februar 1994 wurde die Autobahnvignette unbefristet in der Verfassung festgeschrieben und zugleich der Preis per 1. Januar 1995 auf 40 Franken erhöht. Die Bestimmung wurde mit der Totalrevision der BV von 1999 übernommen (Art. 86 Abs. 2 BV; seit 2018 Art. 85a BV); die Höhe der Abgabe wird aber nun nicht mehr auf Verfassungsstufe, sondern in der Ausführungsgesetzgebung festgelegt. Mit der Änderung vom 22. März 2013 des Bundesgesetzes über die Abgabe für die Benützung von Nationalstrassen sollte die Gebühr auf 100 Franken erhöht werden. Gegen diese Änderung wurde erfolgreich das fakultative Referendum ergriffen; sie wurde in der Volksabstimmung vom 24. November 2013 verworfen.
Die Autobahnvignette ist 14 Monate gültig, jeweils vom 1. Dezember des Vorjahres bis zum 31. Januar des Folgejahres. Zum Beispiel gilt die Vignette für 2025 vom 1. Dezember 2024 bis zum 31. Januar 2026.
Im Jahr 2011 wurden 62 % aller verkauften Autobahnvignetten in der Schweiz verkauft, 20 % an Schweizer Grenzposten und 18 % an ausländischen Verkaufsstellen.
Vignettenpflichtig zu je CHF 40.- sind Motorräder, Motorwagen und Anhänger bis zu einem Gesamtgewicht von je 3,5 Tonnen; Lastwagen haben die LSVA zu entrichten. Das Gültigkeitsjahr wird derzeit zweistellig angezeigt. Im Gegensatz zu anderen Ländern gibt es keine Vignetten für kürzere Zeiträume.
Auf August 2023 kam die E-Vignette auf den Markt, die anstelle der Klebevignette, die nach wie vor angeboten wird, eingesetzt werden kann. Das Parlament hat beschlossen, dass die Klebevignette erst abgeschafft wird, wenn ihr Anteil am Gesamtabsatz unter zehn Prozent fällt. Im Vignettenjahr 2024 lag dieser Anteil bei rund 65 Prozent – gut ein Drittel wurde als E-Vignette verkauft.

### Gültigkeitsnachweis
Die Klebevignette ist, damit sie gültig ist, am Fahrzeug wie folgt anzubringen: Bei Motorwagen auf der Innenseite der Frontscheibe (am linken Rand oder hinter dem Innenrückspiegel), bei Anhängern und Motorrädern ist sie an einem nicht auswechselbaren, leicht zugänglichen Teil anzubringen. Beim Anbringen der Vignette ist zu beachten, dass sie direkt auf der Windschutzscheibe aufgeklebt werden muss; lediglich mit Klebstreifen, Folien oder anderen Hilfsmitteln – eventuell wiederablösbar – angebrachte Vignetten werden nicht toleriert und gemäß den gesetzlichen Bestimmungen geahndet. Die Vignette ist damit fest an ein bestimmtes Fahrzeug gebunden und wird z. B. bei einem Halterwechsel übertragen.
Im Gegensatz dazu wird bei der elektronischen Vignette die Autonummer registriert. Da in der Schweiz in der Regel bei einem Neukauf eines Fahrzeuges der Halter „seine“ Autonummer behält, braucht er für den neuen Wagen keine neue Vignette zu lösen. Auch bei Fahrzeugen mit Wechselnummer ist nur noch eine Vignette erforderlich.

### Bußgeld
Wer abgabenpflichtige Autobahnen und Autostraßen in der Schweiz ohne gültige Vignette benutzt, muss seit dem 1. Dezember 2011 mit einem Bußgeld von 200 Franken und dem Preis einer Vignette rechnen. Fahrer eines Fahrzeuges mit einer falsch angeklebten oder mit einer abziehbaren Folie versehenen Vignette werden mit 200 Franken Strafe belegt; das Bußgeld für falsch angeklebte oder mit einer Folie versehenen Vignette kann bereits an der Grenze erhoben werden, auch wenn man die Autobahn noch nicht benutzt hat. Wer allerdings ohne Vignette über einen Autobahnzoll in die Schweiz einreist, der kann direkt am Zoll eine Vignette zum Normalpreis kaufen. Bei manipulierten Vignetten können Folgestrafen entstehen.

### Bezugsstellen
Die Klebevignette kann bei folgenden Stellen bezogen werden:
- bei der Einreise am Zollamt
- Schweizer Strassenverkehrsämter
- Postfilialen
- Raststätten
- Tankstellen
- im Ausland: Geschäftsstellen der meisten Automobilclubs, Tabaktrafiken (Österreich), Tankstellen, Raststätten, bei tolltickets sowie Switzerland Travel Centre.

Die E-Vignette kann auf dem «Via Portal» des Bundesamts für Zoll und Grenzsicherheit (BAZG) bezogen werden, daneben gibt es teils unseriöse inoffizielle Anbieter, die gegen weitere Gebühren das anbieten.

### Farbkombinationen der Klebevignetten seit 1985

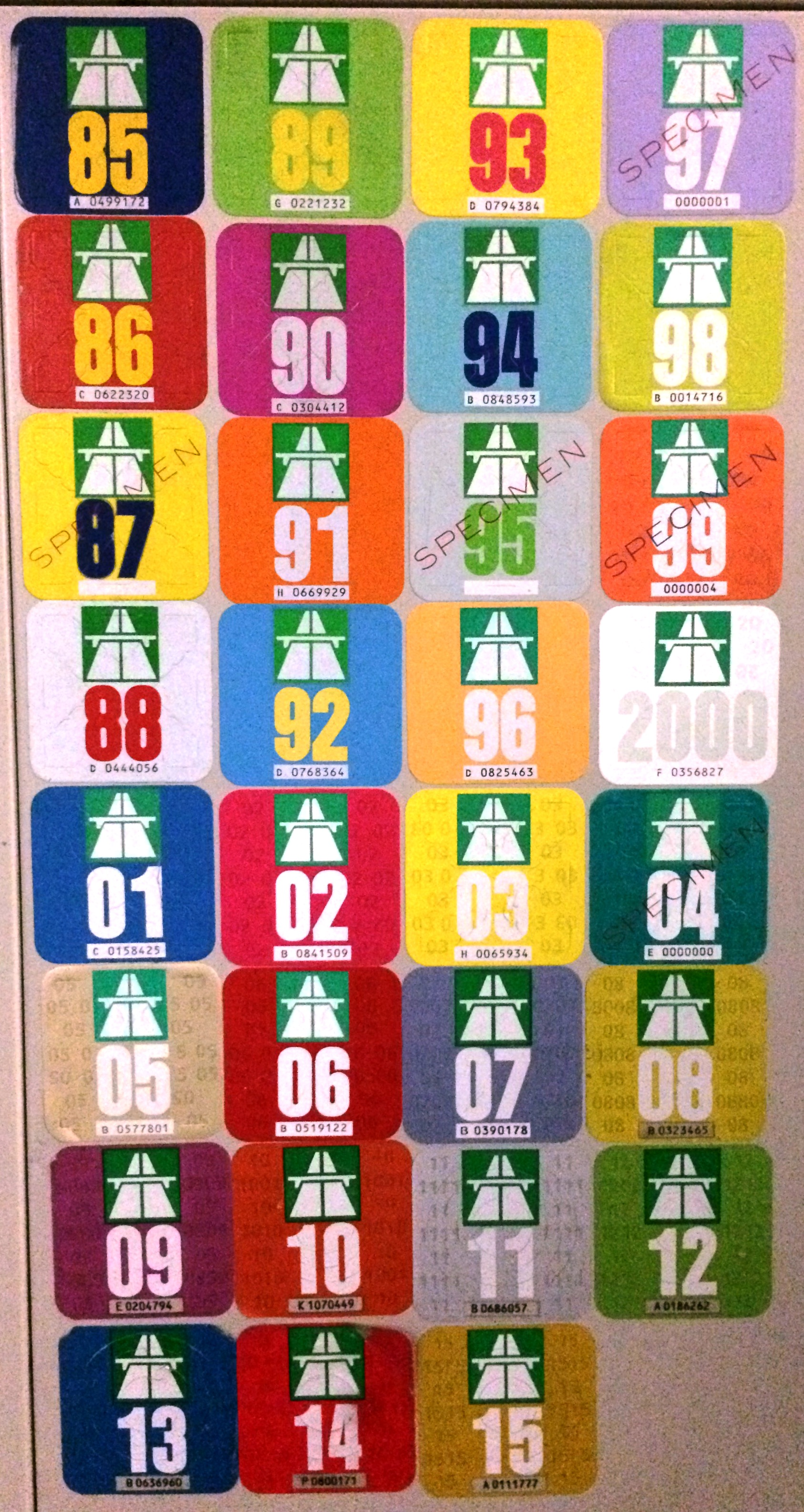
Vignetten 1985–2015 (einige mit Überdruck „SPECIMEN“ (engl. Muster))

Die Kennzeichnung mit der Jahreszahl erfolgt in der Regel zweistellig (beginnend mit 85 für 1985). Die einzige Ausnahme bildet die Vignette aus dem Jahr 2000, die vierstellig bezeichnet war.
Gelistet sind hier die jährlich geänderten Farbkombinationen der mit Kleber beschichteten Rückseite. Diese Vignettenseite wird auf die Innenseite der Windschutzscheibe geklebt und dadurch von außerhalb des Fahrzeugs sichtbar. Eine von innen ebenfalls gleiche sichtbare Jahreszahl kann einen anderen Farbton aufweisen. Beispielsweise zeigt die Vignette für 2018 nach außen die „18“ in Blau, nach innen jedoch in Weiß.
- 1985 Dunkelblau mit gelben Ziffern
- 1986 Rot, gelbe Z. (Ziffern)
- 1987 Gelb, dunkelblaue Z.
- 1988 Weiß, rote Z.
- 1989 Hellgrün, gelbe Z.
- 1990 Pink, weiße Z.
- 1991 Orange, weiße Z.
- 1992 Hellblau, gelbe Z.
- 1993 Gelb, rosa Z.
- 1994 Türkis, blaue Z.
- 1995 Hellgrau, hellgrüne Z.
- 1996 Ockergelb, rote Z.
- 1997 Violett, orange Z.
- 1998 Gelb, violette Z.
- 1999 Orange, gelbe Z.
- 2000 Weiß, rote Z.
- 2001 Hellblau, gelbe Z.
- 2002 Rot, gelbe Z.
- 2003 Gelb, dunkelblaue Z.
- 2004 Dunkelgrün, weiße Z.
- 2005 Beige, weiße Z.
- 2006 Rot, gelbe Z.
- 2007 Hellblau, dunkelblaue Z.
- 2008 Gelb metallic, violette Z.
- 2009 Lila metallic, gelbe Z.
- 2010 Orange metallic, braun-rote Z.
- 2011 Silber metallic, blaue Z.
- 2012 Hellgrün metallic, rote Z.
- 2013 Hellblau, pinke Z.
- 2014 Rot, weiße Z.
- 2015 Gelb, violette Z.
- 2016 Rosa metallic, blaue Z.
- 2017 Grün metallic, gelbe Z.
- 2018 Orange, blaue Z.
- 2019 Hellblau, gelbe Z.
- 2020 Rot metallic, beige Z.[62]
- 2021 Hellgrün, weiße Z.
- 2022 Dunkelviolett, weiße Z.[63][64]
- 2023 Gelb, weiße Z.
- 2024 Grün, gelbe Z.
- 2025 Orange, weiße Z.

## Slowakei

Hinweis auf vignettenpflichtige Strecke in der Slowakei

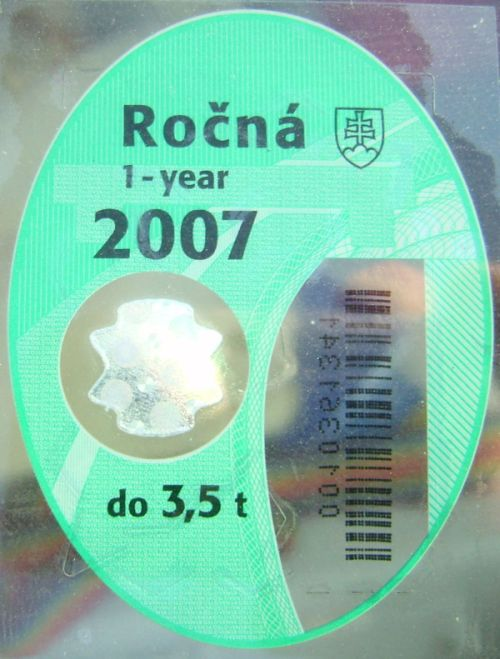
Slowakische Jahresvignette 2007

In der Slowakei ist für die Benutzung von Autobahnen und Schnellstraßen eine Vignette erforderlich (ausgenommen Motorräder). Bis 2009 benötigten Fahrzeuge mit einem Gesamtgewicht über 3,5 Tonnen eine solche auch für die Benutzung von Straßen 1. Ordnung; für diese Fahrzeuge ist seit Anfang 2010 streckenbezogene Lkw-Maut im Einsatz. Von 1995 bis 2015 gab es klassische Klebevignetten, die am 1. Januar 2016 durch elektronische Vignetten (genannt eznámka) abgelöst wurden. Erwerben kann man die Vignette online, über eine Smartphone-App oder an ausgewählten Geschäftsstellen (z. B. Tankstellen, Grenzübergänge).
Ausgenommen von der Vignettenpflicht sind Stadtdurchfahrten beziehungsweise Umgehungen von Bratislava, Nitra, Žilina, Banská Bystrica, Poprad, Prešov und Košice, dazu einbahnige Strecken der R2, R3 und R4 sowie die Brücke Hronská Breznica auf der R1. Alle von der Vignettenpflicht befreite Strecken sind durch entsprechende Schilder gekennzeichnet.
Wer vignettenpflichtige Autobahnen und Schnellstraßen ohne gültige Vignette benutzt, muss vor Ort ein Bußgeld in Höhe von 50 bis 200 Euro entrichten. Im Verwaltungsstrafverfahren gilt ein Strafrahmen von zwischen 100 und 500 Euro.
- Vignettenpreise 2025 für Kraftfahrzeuge unter 3,5 Tonnen:[67]
  - 365-Tages-Vignette: 90 Euro
  - 30-Tages-Vignette: 17,10 Euro
  - 10-Tages-Vignette: 10,80 Euro
  - 1-Tages-Vignette: 8,10 Euro

Bis Ende des Jahres 2011 gab es eine 7-Tages-Vignette, diese wurde aber 2012 durch eine 10-Tages-Vignette ersetzt. Bis 2023 gab es eine Jahresvignette, die vom 1. Januar des jeweiligen Jahres bis zum 31. Januar des Folgejahres gültig war.
Seit 2016 werden ausschließlich „elektronische Vignetten“ ausgegeben, bei denen die Kontrolle durch einen Kennzeichenabgleich erfolgt.
Der Verkauf erfolgt vorwiegend über das Internet, die Bezahlung mittels Kreditkarte. An den Grenzübergängen sind aber nach wie vor Verkaufsstellen eingerichtet.

## Slowenien
Seit dem 1. Juli 2008 müssen Autobahn- und Schnellstraßenbenutzer in Slowenien für Fahrzeuge unter 3,5 Tonnen eine gültige Vignette geklebt haben.
Seit dem 1. Juli 2009 gibt es vier Vignettenarten. Zum 1. Januar 2014 wurden die Preise angehoben sowie eine neue Kategorie 2B für Fahrzeuge bis 3,5 t. mit einer Höhe über Vorderachse von mehr als 1,3 m eingeführt (bestimmte Lieferwagen und Vans, jedoch keine Wohnmobile. Diese werden in Kategorie 2A wie Pkw berechnet). Für Fahrzeuge, die in Kategorie 2B fallen, gibt es eine Fahrzeugliste, die unabhängig von der tatsächlichen Fahrzeughöhe auf Höhe der Vorderachse verbindlich ist. Dadurch wird auch bei Fahrzeugen, die an der Vorderachse tiefer sind, und dadurch die 1,3 m unterschreiten, der erhöhte Betrag fällig: So ist ein Mercedes Viano in der günstigeren Klasse 2A eingestuft, während ein bauähnlicher VW T5 in die doppelt so teure Klasse 2B fällt. Im Dezember 2014 wurden die Preise auf Druck der EU zum Teil wieder gesenkt. Sie sind Stand 2015 wie folgt:
- 7-Tages-Vignette
  - zweispurige Fahrzeuge: 15,00 Euro
  - zweispurige Fahrzeuge, Höhe über Vorderachse > 1,3 Meter: 30,00 Euro
  - einspurige Fahrzeuge: 7,50 Euro

- Monatsvignette (nicht für einspurige Fahrzeuge – Motorräder erhältlich)
  - zweispurige Fahrzeuge: 30,00 Euro
  - zweispurige Fahrzeuge, Höhe über Vorderachse > 1,3 Meter: 60,00 Euro

- Halbjahresvignette (nur für einspurige Fahrzeuge – Motorräder erhältlich)
  - einspurige Fahrzeuge: 30,00 Euro

- Jahresvignette (1. Dezember des Vorjahres bis 31. Januar des Folgejahres)
  - zweispurige Fahrzeuge: 110,00 Euro
  - zweispurige Fahrzeuge, Höhe über Vorderachse > 1,3 Meter: 220,00 Euro
  - einspurige Fahrzeuge: 55,00 Euro

Die Vignette kann bei folgenden Stellen bezogen werden:
- An Zollämtern
- An Tankstellen und in Raststätten in Grenznähe
- Im Internet

Seit dem Jahr 2022 gibt es in Slowenien eine „E-Vignette“. Der Verkauf der bisherigen Klebevignette als Halbjahres- und Jahresvignette wurde ab 1. Dezember 2021, der Verkauf der Monats- und Wochenvignette zum Kleben ab 1. Februar 2022 eingestellt.

### Bezugsstellen
Die E-Vignette kann bei folgenden Stellen bezogen werden:
- Über den Online-shop der DARS
- an DARS-Verkaufsstellen
- DARSGo servis
- Raststätten
- Tankstellen
- im Ausland: Geschäftsstellen von Automobilclubs[73], Vertriebspartner[74], Tankstellen, Raststätten

## Tschechien

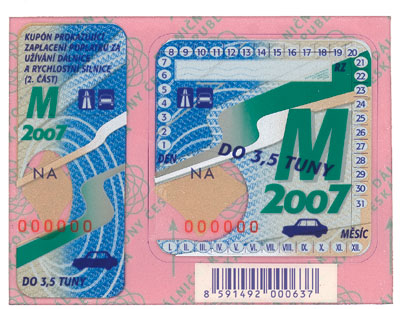
Vignette Tschechien 2007

Auf dem Gebiet der Tschechischen Republik ist die Benutzung von Autobahnen durch Kraftfahrzeuge mit mindestens vier Rädern oder Fahrgespanne gebührenpflichtig. Nachgewiesen wurde die Bezahlung dieser Gebühr durch eine zweiteilige Vignette (tsch.: dálniční kupón, známka). Ein Teil der Vignette musste rechts unten an der Frontscheibe befestigt werden, der andere Teil ist als Quittung mitzuführen. Auf beiden Teilen wurde dabei das Kennzeichen des Fahrzeuges eingetragen. Seit Januar 2021 wurde eine elektronische Vignette eingeführt und gleichzeitig die Ausgabe von Klebevignetten eingestellt.

### Regelung seit 2010
Seit Dezember 2009 müssen auch Fahrzeuge über 3,5 bis 12 Tonnen eine streckenbezogene Maut zahlen.  Für Fahrzeuge bis 3,5 Tonnen stiegen die Vignettenpreise um 20 %. Statt der 7-Tages-Vignette wurde eine 10-Tages-Vignette eingeführt. Für Motorräder gilt keine Vignettenpflicht.
Preise 2024:
- 1-Tag-Vignette 200 Kronen / 8 Euro
- 10-Tage-Vignette

Preis bis 3,5 Tonnen 270 Tschechische Kronen / 10,80 Euro
Öko-Preis (Fahrzeuge mit Erdgas- oder Biogasantrieb) 155 Tschechische Kronen / 6,25 Euro
- 1 Monats-Vignette

Preis bis 3,5 Tonnen: 430 Kronen / 17,20 Euro
Öko-Preis (Fahrzeuge mit Erdgas- oder Biogasantrieb) 220 Tschechische Kronen / 8,75 Euro
(Gilt bis zum gleichen Tag einen Monat später)
- Kalenderjahr-Vignette

Preis bis 3,5 Tonnen 2.300 Kronen / 92 Euro
Öko-Preis (Fahrzeuge mit Erdgas- oder Biogasantrieb) 750 Tschechische Kronen / 29,25 Euro
(Gilt 365 Tage ab Kaufdatum)
An einigen grenznahen Verkaufsstellen oder in Online-Shops kann die Vignette auch in Euro bezahlt werden, wobei sich der Betrag aber durch ungünstige Wechselkurse und Gebühren um bis zu 50 % erhöhen kann. In Deutschland sind die Vignetten an grenznahen Autobahnraststätten oder beim ADAC zu den oben angegebenen Preisen in Euro erhältlich.

## Ungarn
Für die Benutzung von Autobahnen ist in Ungarn der Kauf einer virtuellen Vignette (e-Matrica) notwendig, die es wahlweise für den Zeitraum von 10 Tagen, einem Monat und einem Jahr gibt. Im Gegensatz zu anderen Ländern muss hier seit dem 1. Januar 2008 kein Aufkleber an die Windschutzscheibe geklebt werden: Die Kontrolle erfolgt über Kameras und Computersysteme. Hierbei werden die beim Kauf angegebenen Autokennzeichen mit dem zentralen Datensatz abgeglichen. Der Kaufbeleg sollte nach Ablauf der Gültigkeit ein Jahr lang aufbewahrt werden. Bei Tippfehlern bzgl. des Kennzeichens kann eine Mahnung durch die Euro Parking Collection plc (EPC) aus London nach ca. 3 Monaten erwartet werden.
- Preise für Personenkraftfahrzeuge bis 3,5 Tonnen und 7 Sitzplätze (Kategorie D1)[80]
  - 1 Woche (10 Tage): 3.820 Forint
  - 1 Monat: 5.210 Forint
  - 1 Jahr (13 Monate ab 1. Jan.): 46.850 Forint
- Preise für Personenkraftfahrzeuge über 3,5 Tonnen und/oder über 7 Sitzplätze, Lastkraftwagen bis 3,5 Tonnen, Wohnmobile (Kategorie D2)
  - 1 Woche (10 Tage): 7.630 Forint
  - 1 Monat: 10.420 Forint
  - 1 Jahr (13 Monate ab 1. Jan.): 46.850 Forint[81]
- Seit 1. Januar 2015 muss für Anhänger – deren Zugfahrzeug der Kategorie D2 entspricht – eine gesonderte Vignette (Kategorie U2) gelöst werden, deren Preise der Kategorie D1 entsprechen.